# Баскунчинський сільський округ
Баскунчи́нський сільський округ (каз. Басқұншы ауылдық округі, рос. Баскунчинский сельский округ) — адміністративна одиниця у складі Панфіловського району Жетисуської області Казахстану. Адміністративний центр — село Баскунші.
Населення — 5329 осіб (2021; 4732 у 2009, 4772 у 1999, 4211 у 1989).
Станом на 1989 рік існувла Баскунчинська сільська рада (села Алмали, Баскунчі).

## Склад
До складу округу входять такі населені пункти:
| Населений пункт | Населення, осіб (1989) | Населення, осіб (1999) | Населення, осіб (2009) | Населення, осіб (2021) |
| --------------- | ---------------------- | ---------------------- | ---------------------- | ---------------------- |
| Алмали, село    | 2413                   | 2803                   | 3007                   | 3396                   |
| -- Жайилим      | -                      | -                      | -                      | 11                     |
| Баскунші, село  | 1798                   | 1969                   | 1725                   | 1922                   |